# Slotø
Slotø ist eine seit Ende der 1960er Jahre unbewohnte dänische Insel im Nakskovfjord, einer Nebenbucht des Großen Belts an der Westküste der Insel Lolland. Die Insel ist 19,1 Hektar groß und ihr höchster Punkt liegt zwei Meter über dem Meeresspiegel. An der Nordspitze der Insel befindet sich die Burgruine Engelsborg.
Slotø gehört zum Kirchspiel (dän.: Sogn) Sandby (Sandby Sogn), das bis 1970 zur Harde Lollands Nørre Herred im damaligen Maribo Amt gehörte. Ab 1970 gehörte es zur Ravnsborg Kommune im damaligen Storstrøms Amt, die mit der Kommunalreform zum 1. Januar 2007 in der Lolland Kommune in der Region Sjælland aufgegangen ist.